# Моджеве (Західнопоморське воєводство)
Моджеве (пол. Modrzewie, нім. Grünhorst) — село в Польщі, у гміні Ґоленюв Голеньовського повіту Західнопоморського воєводства.
Населення — 334 особи (2011).
У 1975-1998 роках село належало до Щецинського воєводства.

## Демографія
Демографічна структура станом на 31 березня 2011 року:
|          | Загалом | Допрацездатний вік | Працездатний вік | Постпрацездатний вік |
| -------- | ------- | ------------------ | ---------------- | -------------------- |
| Чоловіки | 166     | 30                 | 124              | 12                   |
| Жінки    | 168     | 45                 | 98               | 25                   |
| Разом    | 334     | 75                 | 222              | 37                   |